# Tetragonia portulacoides
Tetragonia portulacoides är en isörtsväxtart som beskrevs av Edward Fenzl, William Henry Harvey och Sond. Tetragonia portulacoides ingår i släktet tetragonior, och familjen isörtsväxter. Inga underarter finns listade i Catalogue of Life.